# پناهگاه‌های صخره‌ای مش رستمی
پناهگاه‌های صخره‌ای مش رستمی مربوط به دوران پیش از تاریخ ایران باستان است و در کازرون، شمال شهر، سمت راست تنگ تیکاب واقع شده و این اثر در تاریخ ۲۲ مرداد ۱۳۸۴ با شمارهٔ ثبت ۱۳۳۱۹ به‌عنوان یکی از آثار ملی ایران به ثبت رسیده‌است.